# Doença da floresta de Kyasanur
A doença da floresta de Kyasanur é uma febre hemorrágica viral transmitida por carrapatos e endêmica no sul da Ásia. A doença é causada por um vírus pertencente à família Flaviviridae, a qual também inclui os vírus que provocam a febre amarela e a dengue.